# Francisco Cacharro
Francisco Cacharro Pardo (Guarromán, 16 de noviembre de 1936-Lugo, 8 de marzo de 2015) fue un político español cuya trayectoria política discurrió íntegramente en el ámbito gallego.

## Biografía
Senador por el Partido Popular de Galicia (PPG). Antes de entrar en política fue inspector-jefe de enseñanza primaria en la provincia de Lugo (1973-1981). Omnipresente en la política gallega desde las posiciones más conservadoras, fue senador por Lugo desde 1977, fue concejal de Lugo desde 1979 hasta 2007 —concejal de Educación entre 1982 y 1983— y fue presidente de la Diputación Provincial de Lugo desde 1983 hasta 2007.
Para las elecciones municipales de 2007 José Manuel Barreiro, vicepresidente del PPG, anunció que competiría en las elecciones internas del partido para ser el candidato a la presidencia de la diputación provincial lo que se interpretó como una desautorización por parte de la, en aquel momento, dirección del PP gallego hacia Cacharro Pardo y a sus manifestaciones realizadas en enero de 2006, en las que apoyó las declaraciones del senador popular Carlos Benet en el que equiparaba al que en ese momento era presidente del gobierno español José Luis Rodríguez Zapatero con un golpista.